# Dương Sơn
Dương Sơn là một xã thuộc huyện Na Rì, tỉnh Bắc Kạn, Việt Nam.

## Địa lý
Xã Dương Sơn có vị trí địa lý:
- Phía bắc giáp xã Quang Phong và xã Trần Phú
- Phía đông giáp xã Trần Phú và tỉnh Lạng Sơn
- Nam giáp xã Xuân Dương và xã Đổng Xá
- Phía tây giáp xã Quang Phong.

Xã Dương Sơn có diện tích 33 km², dân số năm 2019 1.536 người, mật độ dân số đạt 47 người/km².
Dương Sơn có tuyến đường liên xã nối đến quốc lộ 3B ở xã Trần Phú. Các con suối trên địa bàn xã gồm khuổi Nen, khuổi Kheo và dòng thượng nguồn của sông Na Rì.

## Hành chính
Xã Dương Sơn được chia thành 13 bản: Khuổi Chang, Nà Nen, Nà Khoang, Khuổi Kheo, Rầy Ỏi, Khung Phja, Nà Phai, Nà Giàu, Nà Ngăm, Nà Cà, Khuổi Sluôn, Nà Giàng, Nà Mính.